# محله الخضرا
محله الخضرا (به عربی: حي الخضراء) یکی از محله‌های شهر بغداد می‌باشد.